# Blue Cat Blues
Blue Cat Blues (с англ. — «Блюз грустного кота»; «Меланхолия грустного кота» Печальная История, 《Кошачий Риск,》《Кошачий Блюз》) — 103-й эпизод мультсериала «Том и Джерри», премьера которого состоялась 16 ноября 1956 года на телеканале CBS. Данный эпизод резко выделяется на фоне остальных серий франшизы трагичным сюжетом, финал которого подразумевает двойное самоубийство заглавных героев.
Мультфильм снят в широкоэкранном формате CinemaScope.

## Сюжет
Кот Том, пребывающий в состоянии депрессии, сидит на железнодорожных путях, дожидаясь, когда его переедет скоростной тепловоз с поездом. Мышонок Джерри, сочувственно глядя на кота, вспоминает события, приведшие Тома к депрессии.
Том и Джерри были неразлучными друзьями, пока красивая белая кошка Гал не бросилась в глаза Тома. Она изначально отвечала взаимностью Тому, но всё обернулось печально. Джерри сообщает, что у Тома был очень богатый соперник Бутч. Бутч внезапно был сражён ей и увёл её от Тома. Кошка показала себя не более, чем меркантильной личностью, как и подозревал Джерри. Привлекательность богатства Бутча привела к тому, что она сразу же ушла от Тома. Джерри пытался убедить Тома оставить её в покое, полагая, что она не стоит его горя. Том игнорирует предупреждение Джерри, тратя все свои сбережения, и даже продаёт себя в рабство, пытаясь привлечь внимание кошки подарками, такими как цветы, духи, кольцо с бриллиантом и старый автомобиль-кабриолет, который похож на обычную повозку, но кошка в ответ отвергает все его усилия, выбирая подарки Бутча, которые намного больше и дороже: Бутч подарил ей цистерну духо́в, кольцо с огромным бриллиантом (который настолько блестел, что на него нельзя смотреть без сварочной маски), а также очень длинный и роскошный лимузин, похожий на поезд.
Том с разбитым сердцем, без гроша в кармане и по уши в долгах, пытается утопить своё горе в единственном молоке. Напившись, он начинает сильно икать и намеревается утопиться в жёлобе ливневой канализации, но Джерри успевает вовремя спасти кота. Пока Джерри откачивает Тома, мимо них проезжает роскошный лимузин, нагруженный багажом, в котором сидит его бывшая подруга, но уже жена Бутча. Сзади машины надпись «Молодожёны».
Джерри заканчивает эту печальную историю рассуждениями о своей собственной подруге. Он счастлив и, в отличие от подружки Тома, она действительно любит Джерри. Но в один момент идиллический мир Джерри также рушится, когда он видит, что его девушка уезжает с другим богатым прекрасным мышонком, на машине у которого тоже надпись «Молодожёны» на задней части. Расстроенный Джерри присоединяется к Тому на железнодорожных путях. Эпизод заканчивается финальными кадрами, на которых видны только одни Том и Джерри, сидящие на путях железнодорожного моста, и звуками приближающегося поезда, который вскоре избавит их от душевных мук.

## Издания
Эпизод включён в следующие сборники:
- Tom and Jerry’s Greatest Chases, Vol. 3[3]
- Tom and Jerry: Spotlight Collection, Vol. 1 (двухдисковое издание)
- Tom and Jerry Classic Collection